# West Lafayette (Indiana)
West Lafayette és una població dels Estats Units a l'estat d'Indiana. Segons el cens del 2000 tenia 28.778 habitants.

## Demografia
Segons el cens del 2000, West Lafayette tenia 28.778 habitants, 10.462 habitatges, i 3.588 famílies. La densitat de població era de 2.016,6 habitants/km².
Dels 10.462 habitatges en un 14,9% hi vivien nens de menys de 18 anys, en un 27,6% hi vivien parelles casades, en un 4,4% dones solteres, i en un 65,7% no eren unitats familiars. En el 32,7% dels habitatges hi vivien persones soles el 7,3% de les quals corresponia a persones de 65 anys o més que vivien soles. El nombre mitjà de persones vivint en cada habitatge era de 2,26 i el nombre mitjà de persones que vivien en cada família era de 2,89.
Per edats la població es repartia de la següent manera: un 10,4% tenia menys de 18 anys, un 54,6% entre 18 i 24, un 16,9% entre 25 i 44, un 10,3% de 45 a 60 i un 7,7% 65 anys o més.
L'edat mediana era de 22 anys. Per cada 100 dones de 18 o més anys hi havia 137,2 homes.
Entorn del 9,5% de les famílies i el 38,3% de la població estaven per davall del llindar de pobresa.

## Campus de la universitat de Purdue
El campus de Purdue està situat a West Lafayette, Indiana, a la banda oest del riu Wabash. State Street, que és alhora la carretera estatal 26 d'Indiana, divideix les bandes nord i sud del campus. La majoria dels edificis acadèmics estan concentrats a les bandes est i sud del campus, amb les residències d'estudiants a l'oest, i les instal·lacions esportives al nord. Hi ha vuit línies d'autobús que són gratuïtes per a estudiants, professors i personal administratiu.

## Poblacions més properes
El següent diagrama mostra les poblacions més properes.